# Plotnikovia
Plotnikovia is een geslacht van rechtvleugeligen uit de familie Dericorythidae. De wetenschappelijke naam van dit geslacht is voor het eerst geldig gepubliceerd in 1930 door Umnov.

## Soorten
Het geslacht Plotnikovia  is monotypisch en omvat slechts de volgende soort:
- Plotnikovia lanigera (Umnov, 1930)